# Kalanchoe humilis
Kalanchoe humilis là một loài thực vật có hoa trong họ Crassulaceae. Loài này được Britten miêu tả khoa học đầu tiên năm 1871.